# Isla Annenkov
La Isla Annenkov forma parte del archipiélago de las Georgias del Sur, ubicándose a 13 km de la costa sudoeste de la Isla San Pedro a 54°29′S 37°05′O / -54.483, -37.083. 
Es una isla de forma irregular de 6 km de largo y 650 m de altura, no habiendo hielo ni nieve en forma permanente en ella, lo que permite que aflore una moderada vegetación. 
Es la mayor de las islas que rodean a la isla San Pedro. En su costa sudoeste presenta una notable bahía llamada Rustad y hacia el este despide una cadena de rocas que se adentran en el estrecho Hauge que la separa del cabo Darnley de la isla San Pedro.
Como parte del Territorio Británico de Ultramar de las Islas Georgias del Sur e Islas Sandwich del Sur, la isla se encuentra en posesión del Reino Unido, pero es reclamada por la República Argentina como parte integral del Departamento Islas del Atlántico Sur de la Provincia de Tierra del Fuego, Antártida e Islas del Atlántico Sur.

## Historia y toponimia
Fue descubierta en enero de 1775 por la expedición británica de James Cook, quien la llamó "Isla Pickersgill" por el oficial Richard Pickersgill de su barco HMS Resolution. 
Fue avistada en 1819 por la expedición rusa de Bellingshausen quien, pensando que era su descubridor, la nombró Isla Annenkov en honor del oficial Mikhail Annenkov, de su corbeta Vostok. 
El topónimo definido por Bellingshausen perduró, mientras que el nombre Pickersgill fue adjudicado posteriormente al grupo de islas que se hallan a 24 km al sudeste de Annenkov, y hoy se conocen como Islas Pickersgill.

## Geología
El punto más alto de Annenkov es el Pico Olstad (54°29′S 37°5′O / -54.483, -37.083), que alcanza 650 m. Este pico fue investigado por el South Georgia Survey en el períod0 1951-57 y nombrado así por el United Kingdom Antarctic Place-Names Committee en honor de Ola Olstad, un zoólogo noruego miembro de la expedición de Horntvedt, 1927-28, y científico jefe de la expedición noruega de Nils Larsen, 1928-29. Es uno de los pocos lugares de las Georgias del Sur en donde se pueden hallar fósiles.

## Vida silvestre
Existen, al menos 25 especies de aves en Annenkov, entre ellas una gran cantidad de albatroces negros, pingüinos y petreles. Existen también colonias de elefantes marinos.
Annenkov ha sido declarada un Sitio de Especial Interés Científico, es uno de los pocos lugares libres de ratas del archipiélago de las Georgias del Sur. Las visitas a la isla son sólo permitidas con permisos especiales.